# FK Taganrog
FK Taganrog (ros. Футбольный клуб «Таганрог», Futbolnyj Kłub "Taganrog") – rosyjski klub piłkarski z siedzibą w Taganrogu.

## Historia
Chronologia nazw:
- 2006: FK Taganrog (ros. ФК «Таганрог»)
- 2015: klub rozwiązano

Klub piłkarska FK Taganrog został założony w mieście Taganrog w 2006. W 2006 zespół zgłosił się do rozgrywek Drugiej Dywizji, strefy Południowej, w której występował do 2015 roku. Z przyczyn finansowych został rozwiązany.

## Sukcesy
- 6. miejsce w Rosyjskim Wtorom Diwizionie, grupa Jug:

2012/13
- 1/32 finału Pucharu Rosji:

2008/09